# Самарас, Антонис
Анто́нис Самара́с (греч. Αντώνης Σαμαράς; род. 23 мая 1951, Афины) — греческий политик, премьер-министр Греции (2012—2015). Занимал посты министра финансов Греции (1989), министра иностранных дел Греции (1989—1992) и до 6 октября 2009 года министра культуры Греции в правительстве «Новой демократии» под руководством Костаса Караманлиса. Член Европейской народной партии. В 2009—2015 годах — председатель партии «Новая демократия».

## Биография
Родился 23 мая 1951 года в Афинах.
Изучал экономику в Амхерст-колледже в штате Массачусетс в США, окончил в 1974 году. В 1976 году окончил Гарвардский университет со степенью MBA.

## Политическая карьера
По результатам парламентских выборов 1977 года стал членом Парламента Греции.
После парламентских выборов 5 ноября 1989 года Ксенофон Золотас возглавил временное коалиционное правительство. 23 ноября Самарас назначен министром иностранных дел Греции. Сохранил пост в следующем правительстве, сформированном после победы на выборов 1990 года.
Будучи министром иностранных дел Греции в правительстве премьер-министра Константиноса Мицотакиса, Самарас был настроен категорически против любых переговоров с Республикой Македонией по поводу так называемого Македонского вопроса. Из-за своей крайней нетерпимости в 1992 году должен был оставить пост министра иностранных дел Греции. После этого он основал собственную партию «Политическая весна» (Πολιτική Άνοιξη), чем фактически спровоцировал потерю власти «Новой демократией»: на очередных парламентских выборах 1993 года избиратели предпочли ПАСОК. Сторонники «Новой демократии» называли Самараса предателем.
Партия «Политическая весна» прошла в парламент на выборах 1993 года, получив 4,9 % поддержки греческих избирателей. На выборах  в Европейский парламент 1994 года  она набрала 8,7 %, что соответствовало 2 мандатам. Впрочем на парламентских выборах 1996 года и выборах в Европарламент 1999 года «Политическая весна» не прошла 3%-го барьера. В парламентских выборах 2000 года партия участия уже не принимала.
Накануне выборов в Европейский парламент 2004 года Самарас вновь присоединился к «Новой демократии» и стал членом Европарламента. В 2007 году он стал депутатом Греческого парламента от Мессении и соответственно отказался от поста в Европарламенте. 8 января 2009 года Самарас был назначен министром культуры Греции.
После поражения «Новой демократии» на внеочередных парламентских выборах 2009 года, Костас Караманлис добровольно отказался от поста президента партии. На выборах Президента партии 29 ноября 2009 года Самарас опередил с 50,18 % голосов избирателей Дору Бакоянни (38,76 %) и Панайотиса Псомиадиса (10,06 %), став новым партийным лидером.
Он быстро проявил себя как крайне принципиальный и непримиримый политик. Так, 7 мая 2010 года исключил из состава партии Дору Бакоянни после того, как она проголосовала за ратификацию программы финансовой помощи Греции от ЕС и МВФ для предотвращения дефолта, вопреки позиции партии. В продолжение ряда скандалов о подкупе руководства греческим отделением Siemens, продолжавшихся с 2009 года, 30 мая Антонис Самарас объявил о намерении очистить партию от членов, чьё имя причастно к коррупционным скандалам, среди которых в частности Аристотелис Павлидис, Теодорос Русопулос и Йоргос Вулгаракис.
После досрочных парламентских выборов, 20 июня 2012 года назначен премьер-министром Греции.

## Семья
20 мая 1990 года Антонис Самарас женился на Георгии Критику (Γεωργία Κρητικού). У пары двое детей: Лена (Λένα Σαμαρά; 10 ноября 1990 — 7 августа 2025) и Костас (Κώστας Σαμαράς; род. 1997).
Отец, Георгиос Самарас — греческий политик, избирался депутатом парламента от Мессении; дед по материнской линии, Александрос Заннас, также был депутатом от Салоник. Новогреческая писательница, сказочница Пенелопа Дельта приходится ему прабабушкой.